# Старонижбірківська сільська рада
Старони́жбірківська сільська́ ра́да — адміністративно-територіальна одиниця та орган місцевого самоврядування в Гусятинському районі Тернопільської області. Адміністративний центр — село Старий Нижбірок.

## Загальні відомості
- Територія ради: 16,906 км²
- Населення ради: 990 осіб (станом на 2001 рік)
- Територією ради протікає річка Тайна

## Населені пункти
Сільській раді підпорядковані населені пункти:
- с. Старий Нижбірок

## Склад ради
Рада складається з 12 депутатів та голови.
- Голова ради: Довгань Михайло Григорович
- Секретар ради: Довгань Валентина Ярославівна

### Керівний склад попередніх скликань
| Прізвище, ім'я, по батькові | Основні відомості                                                                     | Дата обрання | Дата звільнення |
| --------------------------- | ------------------------------------------------------------------------------------- | ------------ | --------------- |
| Довгань Михайло Григорович  | Сільський голова, 1959 року народження, освіта вища, член Української Народної Партії | 26.03.2006   | 31.10.2010      |
| Довгань Михайло Григорович  | Сільський голова, 1959 року народження, освіта вища, член Української Народної Партії | 31.10.2010   |                 |

Примітка: таблиця складена за даними сайту Верховної Ради України

### Депутати
За результатами місцевих виборів 2010 року депутатами ради стали:

#### За суб'єктами висування
| Суб'єкт висування | Кількість обраних депутатів | %   |
| ----------------- | --------------------------- | --- |
| Самовисування     | 12                          | 100 |

#### За округами
| № округу | Прізвище, ім'я, по батькові   | Дата визнання обраним | Освіта             | Партійна приналежність | Відомості про обраного депутата                            |
| -------- | ----------------------------- | --------------------- | ------------------ | ---------------------- | ---------------------------------------------------------- |
| 1        | Остафійчук Зіновій Михайлович | 04.11.2010            | середня спеціальна | позапартійний          | ТОВ «Мрія-центр», заступник керуючого відділком «Галичина» |
| 2        | Довгань Петро Іванович        | 04.11.2010            | середня спеціальна | позапартійний          | тимчасово не працює                                        |
| 3        | Антонів Іван Дем'янович       | 04.11.2010            | вища               | позапартійний          | ТзОВ «Січ», директор                                       |
| 4        | Триснюк Іван Миколайович      | 04.11.2010            | вища               | позапартійний          | тимчасово не працює                                        |
| 5        | Довгань Валентина Ярославівна | 04.11.2010            | середня спеціальна | позапартійна           | Ст. Нижбірська с/рада, секретар                            |
| 6        | Федоришин Марія Василівна     | 04.11.2010            | середня спеціальна | позапартійна           | Ст. Нижбірська с/рада, землевпорядник                      |
| 7        | Остафійчук Микола Антонович   | 04.11.2010            | вища               | позапартійний          | Чортківський інст-т підприємництва і бізнесу, студент      |
| 8        | Барилюк Надія Василівна       | 04.11.2010            | середня спеціальна | позапартійна           | пенсіонер                                                  |
| 9        | Бородайко Ганна Михайлівна    | 04.11.2010            | вища               | позапартійна           | Відділення поштового зв'язку с. Ст. Нижбірок, начальник    |
| 10       | Калугін Ігор Ярославович      | 04.11.2010            | вища               | позапартійний          | загальноосвітня школа І-ІІ ст. с. Ст. Нижбірок, вчитель    |
| 11       | Довгань Тарас Михайлович      | 04.11.2010            | середня спеціальна | позапартійний          | тимчасово не працює                                        |
| 12       | Іванків Андрій Васильович     | 04.11.2010            | вища               | позапартійний          | Чортківський інст-т підприємництва і бізнесу, студент      |